# Kang Bo-seong
Kang Bo-seong (kor.강보성은; ur. 1998) – południowokoreański zapaśnik walczący w stylu klasycznym.
Brązowy medalista mistrzostw Azji w 2025 roku.